# Tetanospazmin
Tetanospazmin jedan od najmoćnijih bakterijskih toksina, a produkt je anaerobne bakterije Clostridium tetani izazivača tetanusa. Stvoreni toksin tokom infekcije putuje do centralnog nervnog sistema putem nerava (retrogradno), a moguće i krvnim putem. Ciljno mesto su pre svega motorni neuroni mozga i kičmene moždine. Kao posledica dejstva toksina dolazi do poremećaja neurotransmisije što se klinički ispoljava pojavom toničkih (stalnih) i paroksizmalnih (povremenih) grčeva poprečno-prugaste muskulature. Najteže komplikacije su grč grkljana kao i grčevi disajne muskulature što vodi gušenju.